# Mîhalkivți, Ostroh
Mîhalkivți (în ucraineană Михалківці) este un sat în comuna Buhariv din raionul Ostroh, regiunea Rivne, Ucraina.

## Demografie
Componența lingvistică a localității Mîhalkivți
     Ucraineană (99,16%)
     Alte limbi (0,84%)
Conform recensământului din 2001, majoritatea populației localității Mîhalkivți era vorbitoare de ucraineană (99,16%), existând în minoritate și vorbitori de alte limbi.